# Addio, figlio mio!
Addio, figlio mio! è un film del 1953 diretto da Giuseppe Guarino.

## Trama
Italia, seconda guerra mondiale. Giorgio, sottotenente di aviazione, riceve l'ordine di partire per l'Africa insieme al suo stormo. La fidanzata Elsa lo accompagna a Livorno e l'interruzione della linea ferroviaria li costringe a fermarsi in albergo, per quella che sarà la loro unica notte d'amore. Qualche mese dopo, la madre di Elsa muore e Elsa, che scopre di essere in attesa di un bambino, decide di trasferirsi a Roma per sottrarsi alle dicerie del paese. A Roma, ospite di un'amica, trova lavoro come guardarobiera in un locale notturno. Qui riceve le attenzioni di un ingegnere, Riccardo De Angelis, che la assume come impiegata nel suo ufficio. Intanto arriva la notizia che Giorgio è dato per disperso e Riccardo, che ha familiarizzato con il bambino, decide di sposare Elsa.

La vita dei tre trascorre serenamente per alcuni anni, fino a quando Giorgio torna in Italia: non volendo turbare la tranquillità di Elsa e del bambino, Giorgio decide di farsi da parte ma, preso dalla disperazione, finisce in una banda di malavitosi che una sera tentano una rapina proprio nella villa dell'ingegnere. I compagni rapiscono il bambino e Giorgio, per salvarlo, sacrifica la propria vita.

## Produzione
La pellicola è ascrivibile al filone del melodramma sentimentale, comunemente detto strappalacrime, molto in voga tra il pubblico italiano negli anni del secondo dopoguerra (1945-1955), in seguito ribattezzato dalla critica con il termine neorealismo d'appendice.

## Distribuzione
Il film venne distribuito nelle sale cinematografiche italiane il 10 marzo del 1953.